# محورية الإحساس

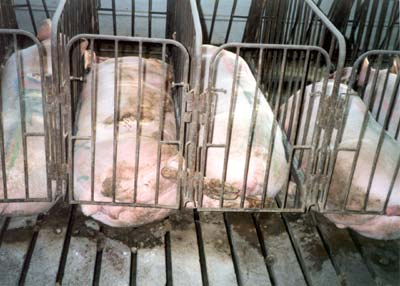
إناث خنازير مستخدمة في التربية "بذار التربية" تقضي معظم حياتها في "صناديق الحمل" وهي صغيرة جدًا لدرجة أنها لا تستطيع حتى الالتفاف.

مركزية الإحساس، أو مركزية القدرة على امتلاك إدراكات حسية، أو الإحساسية هي رؤية أخلاقية تُحيل الأفراد القادرين على الإحساس إلى مركز الاهتمام الأخلاقي. فكلًا من البشر والكائنات الحساسة الأخرى لديهم حقوق بالإضافة إلى اهتمامات ينبغي مراعاتها.
إن أصحاب تلك الرؤية الأخلاقية يُطلقون مصطلح النوعانية على ما يعتبرونه تمييز تعسفي بين الكائنات الحساسة. إن الشخص المتبني لتلك الرؤية على نحو متسق يحترم كل الكائنات الحساسة. العديد ممن يصفون أنفسهم على أنهم إنسانَيون يرون أنفسهم على أنه "إحساسيون" كذلك، حيث أن مصطلح إنسانوية يتعارض مع عقيدة التآليه (الإيمان) فحين لا يصور التركيز الحصري على الاهتمامات الإنسانية. تقف مركزية الإحساس موقف معارض من فلسفة مركزية الإنسان – Anthropocentrism

## التاريخ

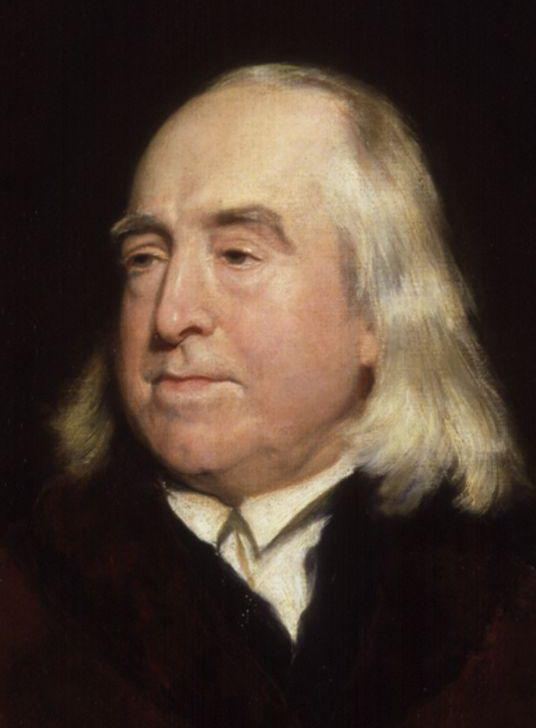
صورة لجيرمي بنثام

كان فيلسوف القرن التاسع عشر النفعي جيرمي بنثام ضمن أول من جادل لمركزية الإحساس. لقد أشار إلى أن أي فرد قادر على خوض تجربة ذاتية ينبغي اعتباره موضعًا أخلاقيًا3. وهكذا يكون أعضاء الأنواع القادرة على اختبار المتعة والألم مشمولين في هذا التصنيف. في كتابه «مقدمة في مبادئ الأخلاق والتشريع» رسم بنثام مقارنة بين العبودية والسادية حيال البشر والحيوانات غير البشرية: 
لقد اكتشف الفرنسيون للتو أن سواد الجلد ليس سببًا لأن نترك إنسانًا دون وجه حق عرضة لنزوات معذبيه... ما هو الشيء الآخر الذي ينبغي أن يرسم الخط الفاصل؟ هل هو ملكة التفكير؟ أو ربما ملكة الخطابة؟ إن حصانًا أو كلبًا مكتمل النمو أبعد ما يكون عن المقارنة من حيث هو عاقل، أو من حيث ملائمته للتحدث معه، بطفل بعمر يوم أ أسبوع أو حتى شهر. ولكن لنفترض إن الوضع يختلف عن ذلك، ما المهم؟ فالسؤال ليس هل بإمكانهم أن يفكروا؟ ولا ليس هل بإمكانهم أن يتحدثوا؟ وإنما، هل بإمكانهم أن يعانوا؟
- جريمي بنثام، مقدمة في مبادئ الأخلاق والتشريع، (1823) الطبعة الثانية، هامش الفصل السابع عشر لقد وصف فيلسوف أواخر القرن التاسع عشر وأوائل القرن العشرين الأمريكي جاي هوارد مور في كتابه «فلسفة عالم أفضل» (1899) كل كائن حساس على أنه في حالة دائمة من الصراع. لقد جادل بأن أيًا ما قد يساعدهم في صراعهم يمكن أن يسمى خير وأيًا ما يعاديهم يمكن أن يسمى شر. لقد رَأى جاي مور أن وحدها الكائنات الحساسة قادرة على أطلاق مثل تلك الأحكام (أحكام الخير والشر) لأنهم هم الجزء الوحيد من الكون القادر على اختبار المتعة والألم. وكنتيجة لذلك، جادل بأن القدرة على الإحساس (Sentience) والأخلاق Ethics لا يمكن مفصلهما وبالتالي فإن كل جزء حساس من الكون في علاقة أخلاقية جوهرية بكل جزء آخر حساس من الكون. ولكن ليس بتلك الأجزاء الغير حساسة. 81-82. استخدم مور مصطلح «مركزية الحديقة» - بالإنجليزي – “Zoocentrism” لـيصف الاعتقاد الذي وفقًا له ينبغي على الاعتبار والرعاية الأخلاقية أن يمنحوا لكل الكائنات الحساسة؛ لقد رأى مور أن من الصعب على البشر تفهم هذا في مرحلتهم الحالية من التطور حينذاك: 144
تجد كلًا من بيتر سنجر وتوم ريجان وماري آن ارين ضمن أبرز الفلاسفة الذين ناقشوا أو دفعوا عن مركزية الإحساس.
مركزية الإحساس – Sentiocentrism - مصطلح وارد في «موسوعة حقوق ورفاه الحيوان» تم تحريره من قبل مارك بيكوف وكارون أ. ميني.

## المفهوم
ترى مركزية الإحساس أن الإحساس – أو القدرة على الشعور أو امتلاك إدراكات حسية – شرط ضروري وكافي للانتماء للمجتمع الأخلاقي. وبالتالي فإن المخلوقات الحية الأخر بجانب البشر مهمون من الناحية الأخلاقية في حد ذاتهم. وفقًا للمفهوم، هناك بعض المخلوقات الحية التي تملك بعض الخبرات الذاتية والتي تتضمن الوعي أو إدراك الذات والعقلانية و أيضًا القدرة على اختبار الألم والمعاناة.
هناك بعض المصادر التي ترى أن مركزية الإحساس كرؤية أخلاقية تعتبر تعديل للأخلاقيات التقليدية، حيث ترى الأخيرة أن الاهتمام الأخلاقي ينبغي أن يمتد بحيث يشمل الكائنات الحساسة.

## التسويغ
قدم بيتر سينجر التسويغ الآتي لمركزية الشعور:
إن القدرة على المعاناة والاستمتاع بالأشياء مطلب قبلي لامتلاك مصالح (منافع) على الاطلاق، كما انها تمثل شرط ينبغي استفاءه قبل الحديث عن المصالح (أو المنافع) على نحو ذو معنى. سيكون من غير المعقول الحديث عن مصلحة السخرة في الا يتم ركلها من قبل طفل على طول الطريق. الصخرة لا تملك مصالح لأنها لا تُعاني. فلا شيء يمكن أن نفعله بحيث يحدث فرقًا في رفاهية تلك الصخرة. من الناحية الأخرى، لدى الفائر نفع فأن لا يتم تعذيبه. لأن الفئران سوف تعاني إن تمت معاملتهم على هذا النحو. إن عنى كائن، فلا مُبرر أخلاقي لرفض أخذ تلك المعاناة في اعين الاعتبار. طبيعة الكائن الذي يُعاني لا تهم هنا، إن مبدأ المساواة يقضي بأن تُعد المعاناة على نحو متساوي مع المعاناة المشابهة لها – بقدر ما يمكن أن يتم إجراء مقارنات تقريبية - لكائن آخر. إن كان الكائن غير قادر المعاناة، أو اختبار اللذة أو السعادة، فلا شيء في هذا الحالة يأخذ في الاعتبار. لهذا السبب حد "الإحساس" يمثل الحد الوحيد الذي يمكن الدفاع عنه فيما يتعلق بالاعتبار الأخلاقي لمصالح الأخرين.
```
-  
بيتر سينجر
، الأخلاق العملية (2011) ، الطبعة الثالثة، مطبعة جامعة كامبردج ص50
```

تماشيًا مع ما ذكر أعلاه، لا يهتم الفلاسفة النفعيون مثل سينجر برفاعية البشر فحسب، ولكن ايضًا برفاهية الحيوانات الحساسة غير البشرية. يرفض النفعيون النوعانية، أي التمييز بين الأفراد على أساس عضويتهم في نوع معين. في رسم لتشبيه بين النوعانية والأشكال الأخرى من التمييز التعسفي كتب سينجر:
ينتهك الشخص الذي يميز على أساس العرق مبدأ المساواة عن طريق إعطاء وزن أكبر لمصالح الأفراد من نفس عرقه عندما يكون هناك تصادم بين مصالحهم ومصالح أولئك الذين ينتمون لعرق آخر. كما ينتهك الشخص الذي يميز على أساس الجنس مبدأ المساواة عن طريق تفضيل مصالح أبناء جنسه. بالمثل، يسمح الشخص الذي يميز على أساس النوع لمصالح نوعه بأن تجاوز المصالح (المنافع) الكبرى لأعضاء الأنواع الأخرى. النمط نفسه في كلًا من تلك الحالات.
```
-  
بيتر سينجر
، تحرير الحيوان (2002) ، الطبعة الثالثة، إيكو نيويورك، ص٩
```

## تدريجية عصبية
في مملكة الحيوان هناك تدرج في التعقيد العصبي تتراوح الأمثلة من الإسفنجيات البحرية التي تفتقر إلى عصبونات مرورًا بالطفيليات المعوية التي تملك 300 عصبون تقريبًا إلى البشر الذين يمتلكون 86 مليار عصبون تقريبًا. على الرغم من أن وجود العصبونات شرط غير كافي للبرهنة على وجود القدرة على الإحساس عند الحيوان، فإنها تمثل شرط ضروري. ليس هناك آلية معروفة تظهر القدرة على الإحساس بواسطتها في غياب وجود العصبونات.
تنص مركزية الشعور التدرجية على أن المصالح أو المنافع الأكثر تعقيدًا تستحق اعتبار أكبر من تلك الأقل تعقيدًا. أحد مترتبات تلك المقدمة أن أَجوَد مصالح كائنًا بسيطًا لا تستحق اعتبارًا قبل أرداء مصالح كائنًا أكثر تعقيدًا (على سبيل المثال، ينبغي مداوة كلبًا مصابًا الديدان المعوية على الرغم من أن هذا سوف يؤدي إلى الموت تلك الطفيليات). لاحظ أن هذا لا يؤدي إلى رفض مصالح الحيوانات المعقدة (مثل الخنازير) مقابل رغبة الإنسان في أكلهم.
هذا رؤية تتوسع لتشمل مناطق لا تتعلق فقط بالأنواع الأخرى وإنما تشمل ايضًا قضايا إنسانية فريدة، مثل قضية تقنين الإجهاض. تُظهر التدرجية اعتبارًا أكبر للأم مقابل الجنين المعني، باعتبار أن الجنين ليس لديه قدرة في امتلاك مصالح مقعدة في المراحل المبكرة من الحمل. أحد الحالات البارزة في هذا النقاش هو عالم الأحياء التطورية ريتشارد دوكينز، الذي قل "إن جنين بشري في مرحلة مبكرة من النمو، حيث لا يملك نظام عصبي مركزي ومن المحتمل يفتقر إلى الألم والخوف، قد يملك دفاعيًا حماية أخلاقية أقل من جنزير بالغ، حيث أن الأخير مهيئ بشكل واضح للمعاناة.
مع نمو الجنين لا يحصل على القدرة على الإحساس إلا بعد أن «تكون الغالبية العظمة من العصبونات موجودة بالفعل في أدمغتنا في وقت ولادتنا» بما أن الجنين البالغ تسعة أشهر يقترب من مستوى الأم في القدرة على الشعور، فإن المتبني لمركزية الإحساس قد يرى، بالنتيجة، أن الحقوق الأكبر يجب أن تمنح لـ الجنين البالغ تسعة أشهر مقارنة بجنين يبلغ شهر واحد (إن كان يعتبر جنينًا على أي حال) ينبغي على حالات الإجهاض المتأخرة أن تطلب مبررًا أكبر بموجب القانون من حالات إجهاض الستة أسابيع، التي قد لا تطلب أي مبررًا قانونيًا.
على سبيل المثال، غالبًا ما يُنظر للمبررات "النفس-اجتماعية" على أنها أسباب سليمة لإجهاض جنين لديه القليل أو لا شيء من القدرة على الإحساس، ولكن قد يتطلب الأمر "ضرورة طبية" لتبرير قتل جنين مع مستوى من القدرة على الإحساس تقترب من مستوى قدرة الأم.